# 朝倉インターチェンジ (愛知県)
朝倉インターチェンジ（あさくらインターチェンジ）は、愛知県知多市にある西知多産業道路（国道155号・国道247号のバイパス）のインターチェンジである。
知多市市街地に近く、名鉄常滑線 朝倉駅、知多市役所、中部電力知多火力発電所などへの最寄りのインターチェンジ。

## 接続する道路
- 知多市道朝倉線[1]

## 隣
西知多産業道路
寺本IC - 朝倉IC - 長浦IC